# Philippe-Auguste Jeanron

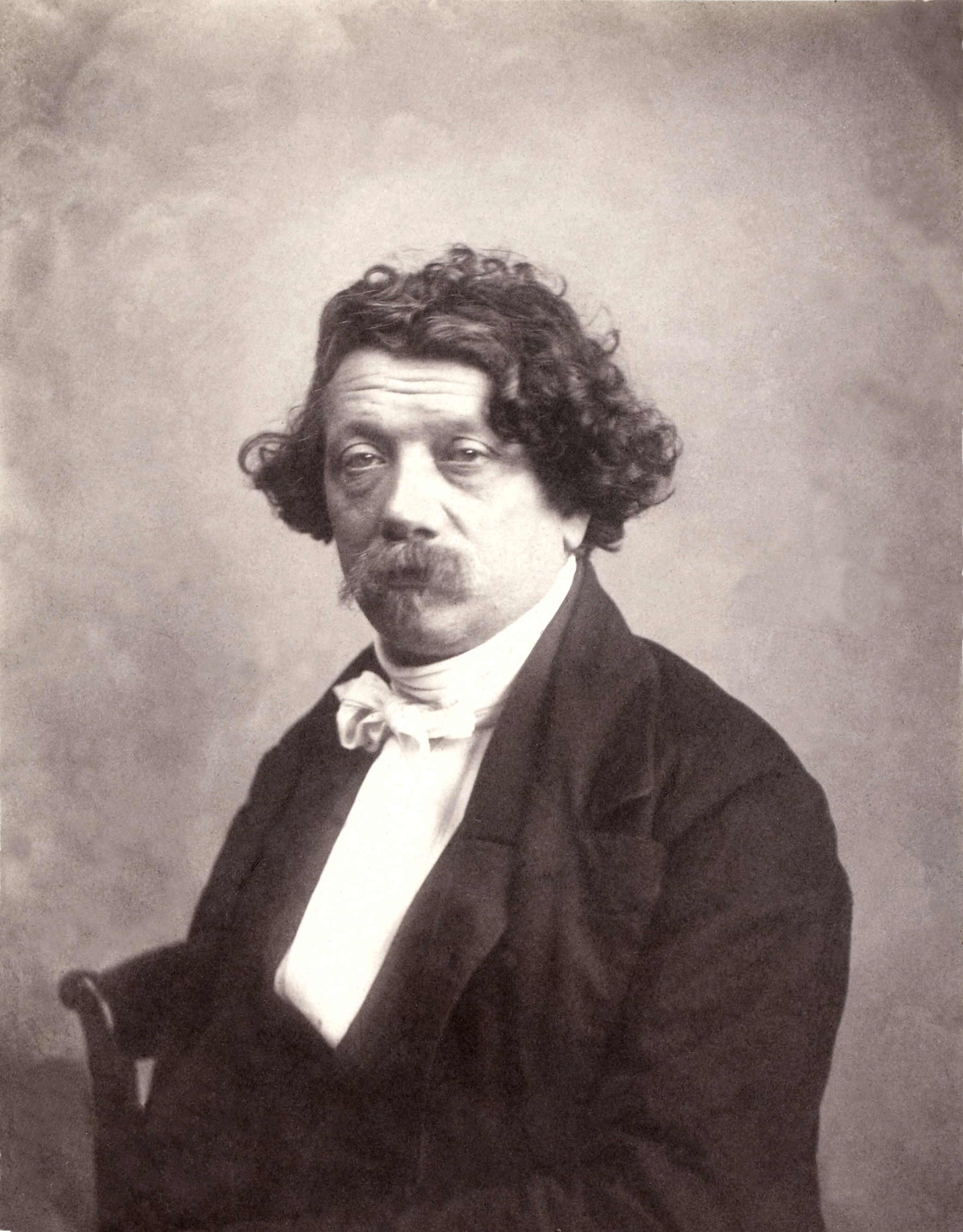
Philippe-Auguste Jeanron, fotografiado en 1853.

Philippe-Auguste Jeanron (Boulogne-sur-Mer, 10 de mayo de 1808 - Castillo de Comborn, Orgnac-sur-Vézère, 8 de abril de 1877) fue un pintor y crítico francés. 
Discípulo de François Souchon y de Xavier Sigalon, expuso en 1831 sus primeras obras Los pequeños patriotas y un Retrato, y hasta 1838 continuó cultivando la pintura de género, pero a partir de dicha fecha comenzó a dedicarse al paisaje. Al mismo tiempo se ocupaba también de crítica artística, y en 1848 fue nombrado director de los Museos nacionales, puesto que conservó hasta 1850. En este cargo mostró tanta inteligencia como actividad, pues fundó la exposición libre y protegió a artistas desdeñados entonces y que alcanzaron luego merecida fama. Además consiguió que la Asamblea Constituyente votase la cantidad de 2000 francos para decorar la Galería de Apolo y reparar otras del Louvre, encargando a Delacroix el plafón principal.
También tradujo y comentó la Vida de los pintores, de Vasari, y publicó numerosas críticas artísticas en diversos periódicos y revistas.

## Obras
- En el campo de Ambleteuse
- El caballo blanco
- Degollación de San Juan Bautista
- Paisaje de Limousin
- El faro de Marsella
- Litoral de Ambleteuse
- Zuavos en Melegnano
- La muerte de un niño
- Un lugar de los alrededores de Comborn
- La isla de Calipso